# イオン・ウルス
イオン・ウルス（Ion Ursu, 1948年11月5日 - ）は、ソビエト連邦、モルドバ共和国の職業的諜報員、モルドバ情報・保安庁長官。少将。

## 略歴
ポンプ設計局、缶詰工場で実習生として働く。1975年から1980年まで「ルチ」工場の技術技師、労働組合長、1980年から1987年までモルドバ共産党中央執行委員会課長、監察官。
1989年から1991年までソ連国家保安委員会 (KGB) の班長、課長、1991年、国家保安省人事課長、1992年から1993年まで省情報部長を代行。1993年から1999年まで国家保安次官。1998年11月、准将の階級を授与された。2000年、情報・保安次官に任命される。
2001年12月21日、議会決定により、情報・保安庁長官に任命。2005年3月、少将に昇進。

## 人物
フインチェシュ地区ウルム村出身。1973年にキシニョフ政治大学、1989年にソ連KGB高等学校を卒業。
妻帯、2児を有する。